# Mesocomys
Mesocomys is een geslacht van vliesvleugeligen uit de familie Eupelmidae. De wetenschappelijke naam van dit geslacht is voor het eerst geldig gepubliceerd in 1905 door Cameron.

## Soorten
Het geslacht Mesocomys omvat de volgende soorten:
- Mesocomys aegeriae Sheng, 1998
- Mesocomys albitarsis (Ashmead, 1904)
- Mesocomys atulyus Narendran, 1995
- Mesocomys breviscapis Yao, Yang & Zhao, 2009
- Mesocomys kalinai Özdikmen, 2011
- Mesocomys menzeli (Ferrière, 1930)
- Mesocomys orientalis Ferrière, 1935
- Mesocomys pauliani Ferrière, 1951
- Mesocomys pulchriceps Cameron, 1905
- Mesocomys sinensis Yao, Yang & Zhao, 2009
- Mesocomys superansi Yao, Yang & Zhao, 2009
- Mesocomys trabalae Yao, Yang & Zhao, 2009
- Mesocomys vuilleti (Crawford, 1912)